# زایمان خانگی
زایمان خانگی یا تولد در خانه در کشورهای توسعه‌یافته به نوعی از زایمان گفته می‌شود که به‌واسطه زایمان طبیعی و عموماً توسط ماما یا یک فرد متخصص با مراقبت ویژه و در مواردی بدون فردی دیگر و مراقبت، در محیطی غیربالینی غیر از بیمارستان یا زایشگاه انجام می‌شود.
خانم‌هایی با دسترسی به مراقبت‌های پزشکی با کیفیت بالا ممکن است تولد خانگی را به دلیل صمیمیت خانگی، تجربه خانواده-محوری یا تمایل به اجتناب از تجربه پزشکی-محوری از یک بیمارستان ترجیح دهند. حرفه‌ای‌هایی که تولد خانگی زنان را رسیدگی می‌کنند، معمولاً آموزش‌های لازم برای مراقبت‌های اولیه پزشکی از جمله، تجویز اکسیژن و همچنین مدیریت حوادث سخت‌زایی مانند شانه، خونریزی پس از زایمان، تعمیر پارگی عجانی و به هوش‌آوردن نوزادان (به اختصار سی‌پی‌آر) را می‌آموزند. تولد خانگی تا زمان ظهور پزشکی مدرن، روش غیررسمی زایمان بود. در کشورهای در حال توسعه که زنان ممکن است قادر به پرداخت هزینه مراقبت‌های پزشکی نباشند، تولد خانگی تنها گزینه موجود می‌باشد و خانم‌ها ممکن است توسط سرپرست یا متخصصی از هر نوع کمک شوند یا نشوند.
سلامت و ایمنی زایمان خانگی، موضوع برخی از اختلافات، به ویژه در میان گروه‌های پزشکان حرفه‌ای بوده‌است. تعدادی از مطالعات نشان داده‌اند که ایمنی در زایمان خانگی برای زنان کم خطر برابر با خطرات ناشی از زایمان در بیمارستان یا زایشگاه‌ها می‌باشد، هر چند کیفیت و قابلیت اطمینان داده‌ای مورد سؤال قرار گرفته‌است. انجمن پزشکی آمریکا و کالج آمریکایی زنان و زایمان مخالف زایمان خانگی با این اساس که زایمان ناکامل هنوز هم می‌تواند به‌طور بالقوه به یک اورژانس پزشکی بدون هشدار تبدیل شود، و ادعا می‌کنند که زایمان خانگی باعث می‌شود تجربه تولد اولویت بیشتری نسبت به ایمنی پیدا کند.
مقررات قانونی در برخی کشورهای غربی، به خصوص ایالات متحده، انتخاب زنان را برای داشتن توانایی تولد خانگی را محدود می‌کند. در بسیاری از کشورهای اروپا، تولد خانگی پشتیبانی می‌شود. اکثریت نوزادان در کشورهای در حال توسعه توسط زایمان خانگی همراه با سرپرستی مامایی، پرستار، یا اعضای خانواده زاده می‌شوند. با توجه به مراقبت‌های پزشکی نامرغوب و دلایل فرهنگی و اجتماعی-اقتصادی دیگر، خطر مرگ و میر پری‌ناتال یا مرگ مادر بسیار بالاست.

## انواع زایمان خانگی
زنانی که از زایمان خانگی استفاده می‌کنند، بیشتر توسط یک ماما یا پرستار کمک می‌شوند و گاهی توسط یک دست‌یار همراهی می‌شوند. زنانی که در طول این کار همراهی نمی‌شوند، یا فقط توسط یک نفر همراهی می‌شوند، برای مثال همسرشان، اعضای خانواده، دوست یا یک فرد غیر متخصص زایمان آن‌ها به عنوان زایمان آزاد یا زایمان بدون کمک شناخته می‌شود.

### عوامل برای انتخاب زایمان خانگی
بسیاری از زنان خانه به دلیل اینکه تولد یک نوزاد محیط آشنا برای آن‌ها مهم است، این شیوه را برمی‌گزینند. دیگران به دلیل دوست نداشتن بیمارستان یا محیط زایشگاه، دوست نداشتن تجربه پزشکی-محور، نگرانی در مورد عوامل بیماری‌زایی که ممکن است به نوزاد در بیمارستان سرایت کند یا دوست نداشتن حضور غریبه ها در هنگام زایمان، تولد در خانه را انتخاب می‌کنند. برخی دیگر زایمان خانگی را به دلیل اینکه احساس می‌کنند طبیعی‌تر و کم‌تنش‌تر است ترجیح می دهند.:۸ در مطالعه‌ای منتشر شده در مجله مامایی و بهداشت زنان، از زنان پرسیده شد، چرا شما زایمان خانگی را انتخاب کردید؟ پنج دلایل اصلی داده شده در مورد ایمنی، اجتناب از مداخلات غیرضروری پزشکی رایج در زایمان، تجارب منفی قبلی آن‌ها در بیمارستان، کنترل بیشتر و یک محیط راحت و آشنا بود.
مطالعه‌ای دیگر نیز نشان می‌داد که زنان دردهای زایمان مختلفی را متحمل می‌شوند و در فضای خانه، این فضای منفی کمتری است.